# Focke-Wulf Fw 190
Focke-Wulf Fw 190 Würger ("shrike"), thường gọi là Butcher-bird, là một kiểu máy bay tiêm kích một động cơ một chỗ ngồi của Không quân Đức, và là một trong những chiếc máy bay tiêm kích tốt nhất trong thế hệ của nó. Được sử dụng rộng rãi trong Thế Chiến II, đã có hơn 20.000 chiếc được sản xuất, bao gồm khoảng 6.000 chiếc phiên bản tiêm kích-ném bom. Việc sản xuất được bắt đầu từ năm 1941 cho đến khi kết thúc chiến tranh, và trong quá trình đó chiếc máy bay được liên tục nâng cấp. Phiên bản mới nhất có phẩm chất tương đương ngang ngửa với các kiểu máy bay tiêm kích Đồng Minh, nhưng người Đức đã không thể sản xuất chiếc máy bay với số lượng đủ làm xoay chuyển tình hình trong những năm cuối cùng của cuộc chiến.
Chiếc Fw 190 được những phi công lái chúng ưa chuộng, và nó được công nhận rộng rãi là vượt trội hơn so với kiểu Supermarine Spitfire Mk. V hoạt động ngoài mặt trận khi bắt đầu tham gia chiến đấu vào năm 1941. So với những chiếc Bf 109, chiếc Fw 190 là một "con ngựa thồ" được sử dụng và chứng tỏ là phù hợp cho một loạt những vai trò khác nhau, bao gồm tấn công mặt đất, hộ tống ném bom tầm xa, máy bay tiêm kích bay đêm và (đặc biệt đối với phiên bản "D") máy bay tiêm kích đánh chặn tầm cao.

## Thiết kế và phát triển

### Việc phát triển ban đầu

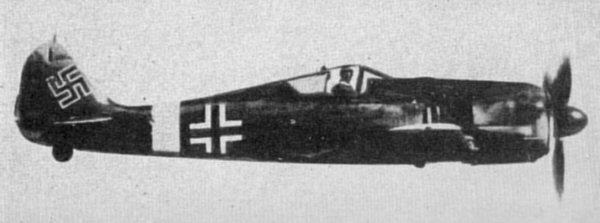
Chiếc Fw 190A

Vào mùa Thu năm 1937, Bộ Hàng không Đức (RLM: Reichsluftfahrtministerium) đã đặt ra trước nhiều nhà thiết kế về yêu cầu một kiểu máy bay tiêm kích mới chiến đấu bên cạnh chiếc Messerschmitt Bf 109, máy bay tiêm kích chủ yếu của Đức vào lúc đó. Cho dù chiếc Bf 109 vào thời điểm đó là một kiểu máy bay tiêm kích cực kỳ cạnh tranh, RLM đã tỏ ý lo ngại là những thiết kế mới ở nước ngoài sẽ vượt qua nó và mong muốn có được kiểu máy bay mới dự phòng cho trường hợp đó.
Kurt Tank đã đáp ứng với một số thiết kế, đa số sử dụng kiểu động cơ thẳng hàng làm mát bằng dung dịch. Tuy nhiên, chỉ đến khi một thiết kế được trình bày sử dụng kiểu động cơ bố trí hình tròn BMW 139 14 xy lanh làm mát bằng không khí mới gây được sự chú ý của RLM. Vào lúc đó, việc sử dụng kiểu động cơ bố trí hình tròn là khá bất thường tại châu Âu vì diện tích bề mặt trước khá lớn của nó nên được tin là sẽ tạo ra quá nhiều lực cản để có thể thiết kế thành một chiếc máy bay có tính cạnh tranh. Tank đã không bị thuyết phục như thế, từng chứng kiến kiểu động cơ bố trí hình tròn này được Hải quân Mỹ sử dụng thành công, và thiết kế được một kiểu máy bay mang động cơ khá suôn thẳng. Thay vì để phía trước động cơ mở rộng nhằm lấy gió mát thổi qua các xy lanh động cơ, Tank sử dụng cửa mở khá hẹp giữa nắp động cơ và trục cánh quạt khá lớn để hút gió, thổi qua toàn động cơ bằng một quạt. Về lý thuyết, sử dụng nắp động cơ hẹp còn mang lại một ít lực đẩy do khí bị nén ở tốc độ bên trong nắp động cơ. Người ta cũng tin rằng vì kiểu máy bay Fw 190 sử dụng loại động cơ bố trí hình tròn sẽ không ảnh hưởng đến việc sản xuất chiếc Bf 109, nên đã thu hút sự quan tâm của RLM đối với chiếc Fw 190.

### Những chiếc nguyên mẫu
Chiếc nguyên mẫu đầu tiên Fw 190 V1 được trang bị động cơ BMW 139 14 xy lanh bố trí hình tròn công suất 1.550 mã lực, với số hiệu dân sự là D-OPZE, đã bay chuyến bay đầu tiên vào ngày 1 tháng 6 năm 1939 và đã nhanh chóng biểu lộ các phẩm chất xuất sắc đối với một chiếc máy bay tương đối nhỏ như vậy; tính năng điều khiển tuyệt vời, tầm nhìn tốt và tốc độ ban đầu đạt được lên đến 610 km/h (380 dặm mỗi giờ). Tốc độ lộn vòng là 162° mỗi giây ở vận tốc 410 km/h (255 dặm mỗi giờ) nhưng chiếc máy bay có tốc độ chòng chành cao đến 205 km/h (127 dặm mỗi giờ). Theo các phi công từng lái chiếc nguyên mẫu đầu tiên, vệt bánh đáp rộng khiến cho việc cất cánh và hạ cánh khá dễ dàng hơn, đưa đến một kiểu máy bay đa dụng và an toàn hơn trên mặt đất so với chiếc Bf 109.
Những vấn đề về kiểu buồng lái bố trí sát về phía trước ngay phía sau động cơ khiến cho buồng lái quá nóng và không dễ chịu. Trong thực tế khi bay, nhiệt độ buồng lái đã lên đến 55 °C (131 °F), đến mức mà phi công thử nghiệm chính của hãng Focke Wulf là Hans Sander đã phải nhận xét: "Nó giống như là ngồi đưa cả hai chân vào lò sưởi." Trong nhiều tháng, Focke Wulf và BMW đùn đẩy trách nhiệm lẫn nhau. Cuối cùng, BMW thuyết phục Tank và RLM loại bỏ kiểu động cơ 139 để thay thế bằng kiểu BMW 801. Động cơ 801 có đường kính tương đương với kiểu 139, cho dù nó nặng hơn và hơi dài hơn, điều này đã buộc Tank phải thiết kế lại chiếc Fw 190. Và ngay cả với động cơ và quạt làm mát hoàn toàn mới, kiểu động cơ 801 vẫn bị ảnh hưởng bởi nhiệt độ của hàng xy lanh thứ hai lên rất cao, lên đến ít nhất có một trường hợp đã gây nổ các viên đạn súng máy 17 gắn trên thân. Một khuyết điểm khác của cách bố trí buồng lái là tầm nhìn qua mũi máy bay kém, đưa đến vấn đề điều khiển chúng trên mặt đất. Đã có hơn một tai nạn trên mặt đất do không quen thuộc với kiểu khung máy bay mới.
Những vấn đề về động cơ đã gây hại cho chiếc 190 trong hầu hết giai đoạn phát triển ban đầu, và toàn bộ dự án đã nhiều lần bị đe dọa chấm dứt vĩnh viễn. Nếu không nhờ có đóng góp của các Trung úy Karl Borris và Otto Behrens, cả hai đã nhập ngũ vào Không quân Đức dưới tư cách các kỹ thuật viên, chương trình Fw 190 nhiều khả năng đã chết trước khi những chiếc máy bay được đưa ra tuyến đầu. Borris và Behrens đã nhìn thấu suốt qua những hạn chế của chiếc Fw 190 và kiểu động cơ 801 để thấy được một kiểu máy bay có tiềm năng. Trong nhiều ủy ban của Bộ Hàng không mong muốn kết thúc chương trình, cả hai đã chỉ ra rằng phẩm chất vượt trội của chiếc Fw 190 là đáng giá so với những khiếm khuyết của nó.
Các khiếm khuyết này được điều chỉnh trên những chiếc nguyên mẫu loạt V chế tạo sau đó, trước khi những chiếc nguyên mẫu sản xuất A-0 được chế tạo. Những mẫu máy bay loạt A-0 được giao đến các phi đội ngoài tiền phương vào cuối năm 1940, nhưng kiểu máy bay đã không được đưa đến các đơn vị chiến đấu cho đến tận tháng 8 và tháng 9 năm 1941.Những vấn đề về độ tin cậy của động cơ (quá nóng là mối quan tâm chủ yếu) gặp phải trên những chiếc nguyên mẫu tiếp tục ảnh hưởng đến kiểu máy bay Fw 190 cho đến tận mùa Xuân năm 1942 và sự sẵn sàng của kiểu động cơ BMW 801 C-2 dành cho phiên bản Fw 190 A-2. Trong thực tế, vấn đề được giải quyết đơn giản bằng cách sắp xếp lại một phần hệ thống ống xả, một phương cách được khám khá bởi Sĩ quan kỹ thuật Rolf Schroedter thuộc Liên đội III./JG 26. Vấn đề còn được làm cho dễ dàng hơn, khi việc sắp xếp này có thể thực hiện trong các xưởng dã chiến của Liên đội.

### Fw 190 A

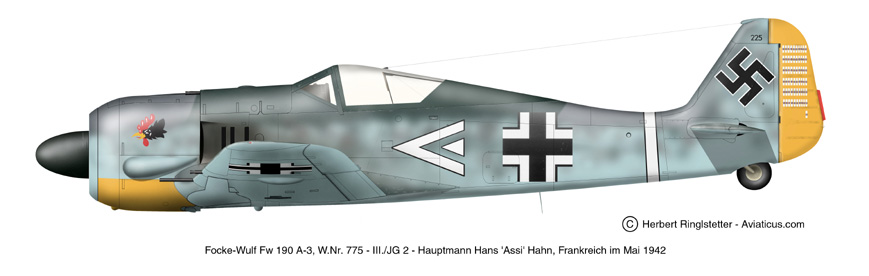
Chiếc Fw 190 A-3, Liên đội III./JG 2, Hans "Assi" Hahn, Pháp, 1942

Có tổng cộng chín biến thể của phiên bản Fw 190 A. Tất cả chúng đều sử dụng động cơ piston hướng kính 2 hàng 14 xi lanh BMW 801.

#### Fw 190 A-1
Chiếc Fw 190 A-1 lần đầu tiên lăn bánh khỏi dây chuyền lắp ráp vào tháng 6 năm 1941. Những kiểu mẫu đầu tiên được chuyển đến đơn vị Erprobungsstaffel (trước đây từ Liên đội II./JG 26 Schlageter) để được tiếp tục thử nghiệm. Sau các thử nghiệm này những chiếc Fw 190 A-1 được đưa vào hoạt động cùng Liên đội II./JG 26 đặt căn cứ ở ngoại ô Paris, Pháp. Phiên bản A-1 được trang bị động cơ BMW 801C-1 công suất 1.539 mã lực (1.147 kW). Vũ khí trang bị bao gồm hai súng máy MG 17 7,92 mm gắn trên thân, hai súng máy MG 17 gắn trên gốc cánh và hai súng máy MG FF/M 20 mm gắn phía ngoài cánh. Trong đa số các trường hợp, các khẩu súng máy MG 17 được cho là hầu như vô dụng trong các cuộc không chiến hiện đại và bị gán cho biệt danh là "rattles" (cái lục lạc). Có 102 chiếc phiên bản Fw 190 A-1 được chế tạo giữa tháng 6 và tháng 8 năm 1941. Phiên bản A-1 vẫn còn chịu lỗi nhiệt độ động cơ quá nóng mà chiếc nguyên mẫu Fw 190 từng mắc phải trong khi thử nghiệm. Chỉ sau 30 đến 40 giờ sử dụng (đôi khi ít hơn), người ta đã buộc phải thay mới động cơ.

#### Fw 190 A-2
Những chiếc Fw 190 A-2 đầu tiên được hoàn tất vào tháng 8 năm 1941 và được trang bị động cơ BMW 801 C-2. Kiểu động cơ mới cuối cùng đã giải quyết hầu hết các vấn đề do quá nóng. Việc bổ sung thêm các khe thông gió bên hông thân máy bay cũng làm cho mát hơn. Các vũ khí trang bị trên cánh của phiên bản A-2 được nâng cấp, khi hai khẩu súng máy MG 17 ở gốc cánh được thay thế bằng các khẩu pháo MG 151/20E. Cùng với việc sử dụng các khẩu pháo mới, bộ ngắm súng Revi C12/C được nâng cấp lên kiểu mới C12/D. Một số chiếc A-2 còn được trang bị giá mang bom ETC-501. Một thay đổi đáng kể khác là chuyển cơ cấu vận hành bộ càng đáp từ thủy lực sang kích hoạt điện, do những sự cố được báo cáo từ các đơn vị sử dụng phiên bản A-1. Việc đưa vào sử dụng phiên bản A-2 đã đánh dấu việc chuyển ưu thế trên không từ phía Anh Quốc, với những chiếc Spitfire Mk. V của họ, sang phía Đức. Do sự tương đồng với phiên bản A-3, đa số các danh sách thường liệt kê số lượng phiên bản A-2 được chế tạo bao gồm cả phiên bản A-3. Có khoảng 910 chiếc phiên bản A-2 và A-3 được sản xuất giữa tháng 10 năm 1941 cho đến tháng 8 năm 1942.

#### Fw 190 A-3
Việc sản xuất biến thể Fw 190 A-3 được bắt đầu vào mùa Xuân năm 1942. Biến thể này được trang bị động cơ BMW 801 D-2, có công suất được gia tăng đến 1.677 mã lực (1.250 kW) bằng cách cải tiến bộ siêu tăng áp và nâng cao tỉ lệ nén. Do những thay đổi này, biến thể A-3 đòi hỏi loại nhiên liệu có chỉ số octane cao hơn, đến 100 (C3) thay vì 87 (B4). Chiếc A-3 giữ nguyên các trang bị vũ khí như kiểu A-2. Không lâu sau khi đưa vào hoạt động tại Mặt trận phía Đông, kiểu A-3 đã có khả năng chiếm được và duy trì ưu thế trên không tại nước Nga. Kiểu A-3 cũng đưa ra các bộ nâng cấp Umrüst-Bausätze (bộ nâng cấp ngay tại hãng). Bộ U1 bao gồm giá mang bom ETC-501 và tháo bỏ các khẩu súng máy MG FF phía ngoài cánh. Bộ U2 bổ sung các giá phóng rocket RZ 73 mm bên trong cánh, với ba bộ phóng trên mỗi cánh. Bộ U3 là một kiểu Jabo (Jagdbomber, tiêm kích-ném bom), bổ sung một đế mang bom trung tâm ETC-501 và một bom SC-50 trên mỗi cánh. Chiếc U3 giữ lại các khẩu súng máy MG 17 gắn trên thân và các khẩu pháo MG 151 gắn trên cánh. Chiếc U4 là một phiên bản trinh sát với hai máy ảnh RB 12.5 gắn ở phần thân sau và vũ khí trang bị tương tự như của chiếc U3, tuy nhiên giá mang bom ETC-501 thường được dùng để mang thùng nhiên liệu phụ 300 L vứt được. Cũng có một số lượng ít kiểu U7 được thử nghiệm như là máy bay tiêm kích tầm cao chỉ trang bị hai pháo MG 151 và giảm bớt trọng lượng chung.

#### Fw 190 A-4
Được giới thiệu vào tháng 6 năm 1942, kiểu Fw 190 A-4 cũng được trang bị động cơ và vũ khí căn bản giống như kiểu A-3. Tuy nhiên, chúng được trang bị thiết bị radio nâng cấp, và trong vài trường hợp các khe làm mát động cơ điều khiển bởi phi công. Cải tiến chính của chiếc A-4 là một số phiên bản cải tiến nhờ nâng cấp Umrüst-Bausätze. Bộ U1 trang bị các đế mang bom dưới cánh và tháo bỏ toàn bộ vũ khí ngoại trừ các khẩu pháo MG 151. Kiểu U3 được thiết kế như là máy bay tiêm kích-ném bom "Jabo", trang bị các đế ETC-501 dưới cánh có thể mang bom SC-250 hay các thùng nhiên liệu phụ 300 L vứt được. Kiểu U3 cũng được bố trí trong các phi vụ bay đêm và có các cải tiến nhỏ như trang bị phần che ống khí thải và các đèn hạ cánh. Kiểu U3 đã phục vụ như là căn bản cho phiên bản máy bay tiêm kích-tấn công Fw 190 F-1. Kiểu U4 là một máy bay tiêm kích-trinh sát, với hai máy ảnh RB 12.4 gắn trên thân sau và một máy ảnh súng EK16 hoặc Robot II. Kiểu U4 được trang bị các khẩu pháo MG 17 và MG 151 gắn trên thân. Kiểu U7 là một máy bay tiêm kích tầm cao, dễ dàng nhận biết bởi đầu hút gió cho bộ tăng áp bố trí trên cả hai bên nắp động cơ. Bản thân Adolf Galland từng lái một chiếc U7 vào mùa Xuân năm 1943. Kiểu A-4/U8 là một máy bay Jabo-Rei (Jagdbomber Reichweite, máy bay tiêm kích-ném bom tầm xa), bổ sung thêm một thùng nhiên liệu phụ 300 L vứt được dưới mỗi cánh và một đế mang bom trung tâm. Các khẩu pháo MG FF/M phía ngoài cánh và MG 17 trên thân được tháo bỏ nhằm giảm trọng lượng. Kiểu A-4/U8 đã phục vụ như là căn bản cho phiên bản Fw 190 G-1. Một số chiếc A-4 được trang bị các giá phóng rocket WGr 21 và được gọi tên là Fw 190 A-4/R6. Có tổng cộng 976 chiếc biến thể A-4 được chế tạo từ tháng 6 năm 1942 đến tháng 3 năm 1943.

#### Fw 190 A-5
Phiên bản Fw 190 A-5 được phát triển sau khi đã xác định được rằng chiếc Fw 190 có thể chở thêm nhiều vũ khí. Động cơ được dịch chuyển ra phía trước 15 cm, và chiếc máy bay được trang bị kiểu động cơ BMW 801 D-2 công suất 1.677 mã lực (1.250 kW). Các thiết bị radio mới, bao gồm IFF (hệ thống nhận biết bạn-thù) (thông qua FuG 25a) và thiết bị đường chân trời nhân tạo điện tử mới được phát minh được áp dụng trên kiểu A-5. Kiểu A-5 giữ lại các trang bị vũ khí như của kiểu A-4, và cũng có được các bộ nâng cấp Umrüst-Bausätze. Kiểu U2 được thiết kế như một máy bay Jabo-Rei (máy bay tiêm kích-ném bom tầm xa), và có các thiết bị chống phản chiếu và bộ hấp thu lửa của ống xả. Một đế trung tâm ETC-501 thường mang một bom 250 kg, và các đế cánh mang các thùng nhiên liệu 300 L. Một máy ảnh súng EK16 và các đèn hạ cánh được gắn trên mép trước cánh. Chiếc U2 chỉ được trang bị hai khẩu pháo MG 151. Kiểu U3 là một máy bay tiêm kích-ném bom (Jabo) trang bị các đế ETC-501 mang bom và thùng nhiên liệu, chúng cũng chỉ có vũ khí là các khẩu pháo MG 151. Kiểu U4 là một máy bay tiêm kích-trinh sát, với hai máy ảnh RB 12.5 và mọi vũ khí căn bản của biến thể A-5 ngoại trừ các khẩu pháo MG FF. Kiểu A-5/U8 là một chiếc Jabo-Rei khác trang bị đế trung tâm mang bom SC-250, các thùng nhiên liệu phụ 300 L dưới cánh và chỉ có hai khẩu pháo MG 151; sau này nó trở thành phiên bản Fw 190 G-2. Một chiếc U12 đặc biệt được chế tạo nhằm chống lại những chiếc máy bay ném bom của Mỹ và Anh, trang bị các khẩu pháo tiêu chuẩn MG 17 và MG 151 nhưng thay thế các khẩu pháo MG FF phía ngoài cánh bằng những cụm súng dưới cánh chứa hai khẩu MG 151/20 mỗi cụm, nâng lên tổng cộng hai súng máy và sáu khẩu pháo. Chiếc A-5/U12 trở thành chiếc nguyên mẫu cho phiên bản về sau này là bộ R1 trang bị cho phiên bản A-6 trở về sau. Có tổng cộng 1.752 chiếc biến thể A-5 được chế tạo từ tháng 11 năm 1942 đến tháng 6 năm 1943.

#### Fw 190 A-6
Kiểu Fw 190 A-6 được phát triển nhằm khắc phục các nhược điểm tìm thấy trên các biến thể "A" đầu tiên khi chiến đấu chống lại các máy bay ném bom Mỹ. Các cải biến từng thực hiện cho kiểu máy bay này đã làm tăng trọng lượng chiếc máy bay. Để khắc phục và cũng để cho phép gắn các vũ khí tốt hơn lên cánh, một kiểu cánh lớn và nhẹ hơn được thiết kế và trang bị cho chiếc A-6. Vũ khí trang bị tiêu chuẩn được tăng lên hai súng máy MG 17 và bốn pháo MG 151/20E. Người ta tin rằng các khẩu súng máy MG 17 được giữ lại vì các viên đạn sáng hỗ trợ cho các phi công nhắm mục tiêu tốt hơn. Các tấm giáp mới được bổ sung cho nóc buồng lái để gắn vừa, cũng như là hệ thống radio dẫn đường FuG 16ZE. Kiểu A-6 được nâng cấp nhiều cách bằng nhiều bộ nâng cấp Rüstsätze (bộ nâng cấp ngoài mặt trận) khác nhau, bao gồm các tấm giáp trong suốt dày 30 mm gắn lên nóc buồng lái và tấm chắn gió nhằm bảo vệ phi công tốt hơn khỏi các tay súng máy đuôi của những chiếc máy bay ném bom hạng nặng. Nhờ linh hoạt hơn các bộ nâng cấp ngay tại hãng của các phiên bản trước, các bộ nâng cấp ngoài mặt trận cho phép chuyển đổi những chiếc A-6 ngay tại mặt trận theo nhu cầu của phi vụ. Có khoảng 1.055 chiếc biến thể A-6 được chế tạo từ tháng 5 năm 1943 đến tháng 3 năm 1944.

#### Fw 190 A-7
Kiểu Fw 190 A-7 dựa trên chiếc nguyên mẫu Fw 190 A-5/U9, và được đưa vào sản xuất từ tháng 11 năm 1943. Chiếc A-7 được trang bị động cơ BMW 801 D-2 công suất 1.677 mã lực (1.250 kW). Vũ khí trang bị căn bản cuối cùng được nâng cấp bao gồm hai khẩu MG 131 gắn trên thân, hai khẩu MG 151 gắn trên gốc cánh và hai khẩu MG 151 gắn phía ngoài cánh. Bộ ngắm súng Revi được nâng cấp lên kiểu 16B mới. Trọng lượng gia tăng thêm của các hệ thống vũ khí mới đòi hỏi phải nâng cấp các bánh đáp, bổ sung thêm một vành tăng cường nhằm chịu đựng tốt hơn các điều kiện của sân bay dã chiến ngoài mặt trận. Kiểu A-7 thường được gắn thêm đế trung tâm ETC-501. Có nhiều loại bộ nâng cấp Rüstsätze chính dành cho kiểu A-7, nhiều bộ bao gồm các giá phóng rocket WGr 21. Có tổng cộng 701 chiếc biến thể A-7 được chế tạo từ tháng 11 năm 1943 đến tháng 4 năm 1944.

#### Fw 190 A-8
Kiểu Fw 190 A-8 được đưa vào sản xuất từ tháng 2 năm 1944. Chiếc A-8 áp dụng một hệ thống erhöhte notleistung tăng lực động cơ khẩn cấp lên phiên bản tiêm kích của chiếc Fw 190A (một hệ thống tương tự từng được trang bị trên các biến thể Jabo của những chiếc 190A trước đó), giúp nâng công suất động cơ lên 1.953 mã lực (1.456 kW) trong một thời gian ngắn. Hệ thống tăng lực erhöhte notleistung hoạt động bằng cách phun nhiên liệu bổ sung vào hỗn hợp xăng/gió để làm mát và cho phép có áp lực cao hơn, nhưng với giá phải trả là tiêu tốn nhiều nhiên liệu hơn. Chiếc A-8 được trang bị bộ cánh quạt gỗ mới dễ dàng nhận biết bởi những cánh quạt rộng dạng mái chèo và một thiết kế nóc buồng lái mới tương tự nóc buồng lái dạng "giọt nước" được sử dụng rộng rãi trên các máy bay tiêm kích Đồng Minh. Gần một tá bộ nâng cấp Rüstsätze được dành cho kiểu A-8, bao gồm các bộ nổi tiếng A-8/R2 và A-8/R8 có bộ giáp dày bao gồm giáp 30 mm cho nóc buồng lái và kính chắn gió, vỏ giáp buồng lái 5 mm và nâng cấp pháo phía ngoài cánh như là kiểu pháo MK 108 30 mm vốn có thể tiêu diệt đa số các máy bay ném bom hạng nặng chỉ với hai hay ba phát trúng. Có trên 6.550 chiếc biến thể A-8 được sản xuất từ ít nhất tám nhà máy chuyển sang sản xuất kiểu máy bay này.

#### Fw 190 A-9
Kiểu Fw 190 A-9 là phiên bản A cuối cùng được đưa vào sản xuất, và nó bắt đầu được chế tạo từ tháng 9 năm 1944. Chiếc A-9 được trang bị loại động cơ mới BMW 801S, còn được gọi là 801TS hay 801TH khi được lắp ráp với động cơ "power-egg" hay Kraftei (các định dạng lắp ráp động cơ máy bay do Không quân Đức đưa ra cho một số kiểu động cơ trên những máy bay hoạt động, nhằm góp phần dễ dàng thay thế ngoài mặt trận); công suất 1.973 mã lực (1.471 kW); một phiên bản mạnh hơn BMW 801 F-1 công suất 2.400 mã lực (1.790 kW) đã không sẵn có. Vỏ giáp gắn trên nắp động cơ được nâng cấp độ dày từ 6 mm trên những chiếc đời đầu lên 10 mm. Quạt làm mát 12-cánh thường được nâng cấp lên loại 14-cánh. Nắp động cơ của kiểu A-9 cũng được làm hơi dài hơn so với trước đó do việc sử dụng bộ tản nhiệt hệ thống dầu hình khuyên hiệu quả hơn, to hơn và giáp dày hơn. Một trong những thay đổi đáng kể là chuyển đổi từ kiểu nóc buồng lái trần phẳng sang một kiểu "giọt nước" tương tự như loại được sử dụng trên một số chiếc máy bay tiêm kích của Đồng Minh. Việc nâng cấp nóc buồng lái cũng bao gồm một tấm giáp tựa đầu loe ra. Những thay đổi của nóc buồng lái sau đó được áp dụng cho các kiểu A-8 và F. Có những kế hoạch trang bị cho chiếc A-9 loại cánh quạt mới bằng gỗ đường kính 3,5 m (11' 6"), nhưng đa số những chiếc A-9 chỉ được trang bị loại cánh quạt kim loại VDM tiêu chuẩn. Kiểu A-9 ban đầu cũng được thiết kế như một máy bay cường kích, nên mép trước cánh được dự định trang bị giáp, tuy nhiên điều này đã không thực hiện để làm giảm trọng lượng. Chiếc A-9 rất giống kiểu A-8 về vũ khí trang bị và các bộ nâng cấp Rüstsätze. Có tổng cộng 910 chiếc biến thể A-9 được sản xuất từ tháng 9 năm 1944 đến tháng 5 năm 1945, đa số từ xưởng Cottbus của hãng Focke Wulf.

#### Fw 190 A-10
Chiếc Fw 190 A-10 được dự định đến tay các phi công vào tháng 3 năm 1945, và được trang bị cánh lớn hơn nhằm cơ động tốt hơn ở tầm cao, và với chỗ bên trong rộng hơn, cho phép có thêm các khẩu pháo Mk 103. Kiểu A-10 được dự định trang bị loại động cơ 801F. Tuy nhiên, do việc dành ưu tiên cho phiên bản Dora và kiểu máy bay mới Ta 152, biến thể A-10 chỉ có chiếc nguyên mẫu và chưa bao giờ được sản xuất hàng loạt.
Tổng cộng có khoảng 13.291 chiếc phiên bản Fw 190A được sản xuất thuộc mọi biến thể.

### Các phát triển cho tầm bay cao
Ngay cả trước khi phiên bản Fw 190A được đưa vào hoạt động trong thực tế, rõ ràng là tính năng bay của chiếc máy bay này ở tầm cao đã được quan tâm. Động cơ piston hướng kính hai hàng 14 xi lanh BMW 139 (và BMW 801 kế tục) ban đầu được thiết kế như là một sự thay thế mạnh mẽ hơn cho động cơ piston hướng kính một hàng 9 xi lanh BMW 132 vốn được sử dụng chủ yếu trên những kiểu máy bay ném bom và vận tải ở tầm thấp, do đó các nhà thiết kế của BMW đã không tốn nhiều công sức trong việc chế tạo các bộ siêu tăng áp hiệu suất cao dành cho nó. Ngược lại, động cơ V-12 DB-601 của Daimler-Benz được trang bị cho những chiếc Bf 109E có một bộ siêu tăng áp "ly hợp mềm" tiên tiến cung cấp một sự tăng lực xuất sắc trên một dãi rộng về độ cao. Vì vậy, chiếc Fw 190 không thể cạnh tranh với chiếc Bf 109 ở những độ cao lớn hơn 6.000 m (20.000 ft), là một trong những lý do chủ yếu khiến cho chiếc Bf 109 được tiếp tục sản xuất cho đến khi kết thúc chiến tranh.
Tank đã sớm bắt đầu tìm kiếm những giải pháp nhằm giải quyết vấn đề này trong chương trình phát triển. Vào năm 1941 ông đề nghị một số phiên bản trang bị các động cơ mới, và để cạnh tranh ngay cả với kiểu Bf 109, ông đề nghị sử dụng turbo tăng áp thay cho các bộ siêu tăng áp. Ba phiên bản mới như thế được vạch ra; phiên bản Fw 190B trang bị động cơ turbo tăng áp BMW 801, phiên bản Fw 190C trang bị động cơ turbo tăng áp Daimler-Benz DB 603, và phiên bản Fw 190D với động cơ siêu tăng áp Junkers Jumo 213. Chiếc máy bay cũng có buồng lái được điều áp và các tính năng khác nhằm phù hợp để hoạt động ở tầm cao. Những chiếc nguyên mẫu của cả ba phiên bản này đã được đặt hàng.
Chiếc Fw 190 V12 (một chiếc phiên bản A-0, số hiệu 00035) được trang bị nhiều yếu tố mà sau này sẽ đưa đến loạt máy bay Fw 190 B. Vì nó được dựa trên cùng kiểu động cơ BMW 801 như phiên bản A, các cải tiến thực hiện trên khung máy bay tương đối ít. Chúng bao gồm buồng lái được điều áp, kính nóc buồng lái có hai lớp để khí nóng được thổi vào giữa hai lớp này để chống đóng băng động cơ trong chiến đấu vào mùa đông, và việc bổ sung hệ thống phun nitrous oxit GM1. Nhiều vấn đề nảy sinh khi thử nghiệm trên mặt đất và bay thử nghiệm, đa số là do hệ thống điều áp buồng lái và dự án bị ngưng vào cuối năm 1942. Tuy nhiên các thử nghiệm được tiếp tục lại vào đầu năm 1943 khi vài chiếc Fw 190 A-1 đầu tiên (số hiệu từ 0046 đến 0049, và sau đó 0055) được cải biến để thử nghiệm. Chiếc máy bay dùng trong thử nghiệm điều áp buồng lái cũng được dùng để thử nghiệm cánh lớn hơn có diện tích cánh lên đến 20,3 m² (218,5 ft²) thay vì 18,3 m² (196,98 ft²) tiêu chuẩn, nhưng lại ảnh hưởng nặng nề đến việc nghiên cứu buồng lái điều áp. Theo sau các thử nghiệm này, thêm một chiếc Fw 190B được chế tạo, đặt tên là B-1, mang số hiệu 811. Chiếc máy bay này tương tự như kiểu B-0 nhưng có vũ khí trang bị hơi khác biệt. Trong thiết kế kiểu B-1 ban đầu, nó được dự tính để trang bị bốn súng máy MG 17 và hai pháo MG/FF. Tuy vậy, chiếc 811 lại được trang bị hai khẩu MG 17, hai khẩu MG 151 và hai khẩu MG/FF. Sau khi chiếc 811 được hoàn tất, không có thêm phiên bản Fw 190B nào khác được đặt hàng, dẫn đến suy đoán rằng kết quả thử nghiệm không được hài lòng.
Phiên bản C sử dụng kiểu động cơ DB 603 dài hơn nên đòi hỏi phải thay đổi đáng kể khung máy bay. Vì trọng lượng động cơ nặng hơn ở phía trước, đuôi của chiếc máy bay phải được kéo dài để đưa trọng tâm lui lại vị trí thích hợp tương ứng so với cánh. Để thử nghiệm việc thay đổi này, nhiều khung máy bay 190A tiêu chuẩn được trang bị lại động cơ siêu tăng áp DB 603 để thử nghiệm việc gắn động cơ, chiếc V13 (số hiệu 0036) gắn động cơ 603A công suất 1.750 mã lực, và hai chiếc V15 và V16 không lâu sau đó được gắn động cơ 603E công suất 1.800 mã lực. Với loại động cơ này, chiếc V16 đạt được tốc độ 725 km/h ở độ cao 6.800 m (450 dặm mỗi giờ ở 22.309 ft), một bước tiến đáng kể so với tốc độ 650 km/h ở 5.200 m (404 dặm mỗi giờ ở 17.060 ft) của phiên bản Fw 190 A. Chiếc V18 nối tiếp sau đó, lần đầu tiên được trang bị trọn gói dành cho tầm cao bao gồm buồng lái điều áp, sãi cánh dài hơn, động cơ 603G mới dẫn động bộ cánh quạt bốn cánh mới, và một bộ turbo tăng áp Hirth 9-2281. Không giống như những kiểu B thử nghiệm, chiếc V18 được trang bị bộ turbo-tăng áp gọn gàng hơn, bố trí các ống dẫn cần thiết dọc theo gốc cánh, dấu một phần trong lườn, và bố trí cả hai cửa hút gió và bộ làm mát khí nạp trong một cụm hình giọt nước có kích thước khá đáng kể bên dưới buồng lái. Cái "túi" này khiến cho kiểu máy bay này bị gán cho tên lóng là "Känguruh" (con Kangaroo). Kiểu V18 sau đó được cải biến thành kiểu V18/U1, với một động cơ "xuống cấp" 603A nhưng với một bộ DVL turbo-tăng áp mới cung cấp công suất lên đến 1.578 mã lực ở độ cao 10.700 m (35.105 ft). Đã có thêm bốn chiếc nguyên mẫu được chế tạo dựa trên V18/U1 gồm những chiếc: V29, V30, V32 và V33.
Tương tự như những chiếc kiểu C, những chiếc kiểu D ban đầu được chế tạo chủ yếu để thử nghiệm loại động cơ Jumo 213 trên những khung máy bay sẵn có, như là kiểu D-0, với kế hoạch tiếp tục trên các kiểu chủ định cho tầm cao là kiểu D-1 và D-2. Chiếc nguyên mẫu D-0 đầu tiên được hoàn tất vào tháng 10 năm 1942, bao gồm một khung máy bay A-5 trang bị động cơ Jumo 213A. Các chiếc kiểu mẫu khác tiếp tục ra đời, nhưng cũng giống như những chiếc kiểu C việc phát triển bị kéo dài.
Vào cuối năm 1943, rõ ràng là Không lực 8 Hoa Kỳ bắt đầu gia tăng các chiến dịch chủ yếu cần theo dõi. Ở độ cao mà kiểu máy bay B-17 Flying Fortress hoạt động, trong khoảng 7.620 m (25.000 ft), chiếc Fw 190A đã gặp khó khăn trong khi chiếc Bf 109 (dòng G-6) đơn giản là có trang bị vũ khí tiêu chuẩn quá nhẹ (2 khẩu súng máy 13mm MG-131 và 1 khẩu pháo tự động 20mm MG-151/20 hoặc 30 mm MK-108 (chỉ áp dụng trên dòng G-6/U4)  "motorkanone") để có thể sử dụng một cách hữu ích để chống lại loại máy bay ném bom này. Kiểu B bị loại bỏ vào thời điểm này, để lại các phiên bản C và D như là những giải pháp có tiềm năng, nhưng tiếp tục có những vấn đề để làm cho bộ turbo-tăng áp có thể hoạt động tin cậy hơn. Các cải tiến sử dụng các phiên bản động cơ siêu tăng áp cơ khí đã đủ để đưa ra một thiết kế khá cạnh tranh hoạt động ở độ cao vào khoảng 7.620 m (25.000 ft). Bộ Hàng không (RLM) bắt đầu quan tâm đến các thiết kế đơn giản hơn này và đưa vào sản xuất như là giải pháp lấp chỗ trống tạm thời. Vì nhu cầu của loại động cơ DB 603 đang ở mức cao để trang bị cho nhiều kiểu máy bay hai động cơ như chiếc Messerschmitt Me 410, họ đã chọn loại động cơ Jumo 213 cho việc sản xuất trong tương lai, và kiểu D trở thành phiên bản Fw 190 tiếp theo được sản xuất.
Mặc dù thiết kế tạm thời này đủ để đưa vào sản xuất một kiểu máy bay có khả năng đương đầu với những chiếc B-17, vào năm 1943 Không quân Đức bắt đầu biết được về kiểu máy bay ném bom B-29 Superfortress của Không Lực Lục quân Hoa Kỳ (USAAF) có tầm bay cao vượt xa trên khả năng của mọi thiết kế tiêm kích mà Đức đang có. Một cuộc họp được tổ chức tại xưởng Augsburg của Messerschmitt, nơi người ta quyết định tiếp tục phát triển phiên bản tầm cao của kiểu Fw 190 như là chiếc Ra-2 và Ra-3, cũng như phát triển một phiên bản mới của chiếc Bf 109 như là kiểu Messerschmitt Me 155. Sau khi đổi tên, chiếc Ra-3 trở thành kiểu máy bay Focke-Wulf Ta 152 và B-29 đã không được USAAF sử dụng ở mặt trận Châu Âu

### Fw 190 D "Dora"

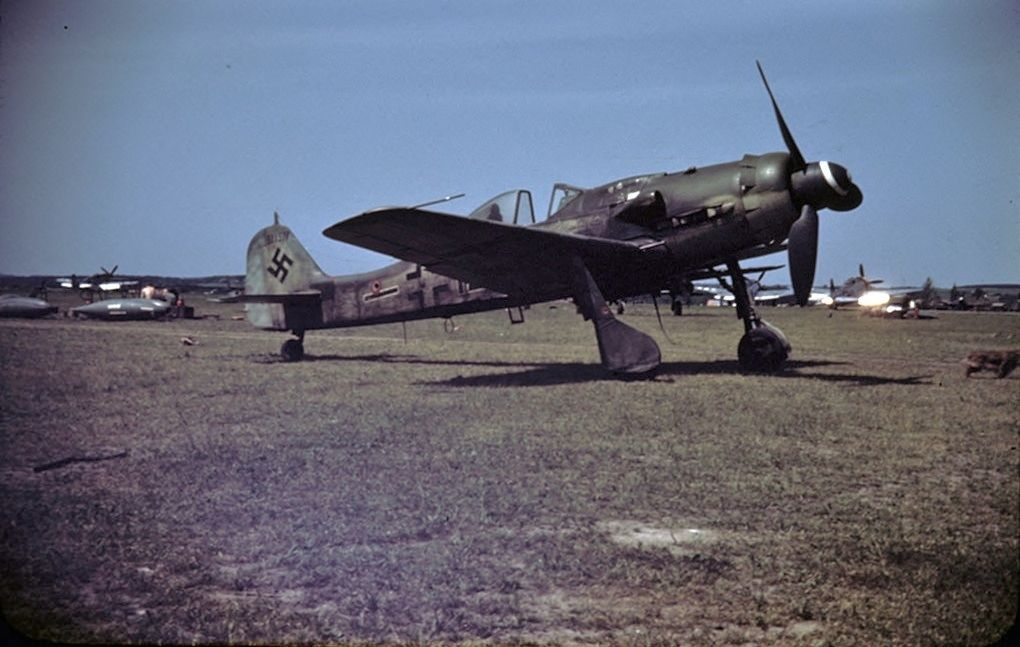
Chiếc Fw 190 D-9 này dường như là một máy bay được chế tạo vào giai đoạn cuối bởi Fieseler tại Kassel. Nó có nóc buồng lái đời sau; sơn sọc đen viền trắng ngang cho biết là một máy bay thuộc Không đoàn III. Phía sau là một chiếc P-47 Thunderbolt của Không lực Mỹ.

Chiếc Fw 190D (tên lóng là Dora; hay "Langnasen-Dora": Dora mũi dài) được trù tính để cải thiện tính năng bay ở tầm cao của phiên bản Fw 190 A đủ để hoạt động hiệu quả chống lại những máy bay ném bom hạng nặng Hoa Kỳ vào thời đó. Trong thực tế phiên bản D hiếm khi được sử dụng chống lại các cuộc ném bom hạng nặng, vì hoàn cảnh cuộc chiến giai đoạn cuối năm 1944 cho thấy việc đối đầu các máy bay tiêm kích và các phi vụ tấn công mặt đất có tầm ưu tiên cao hơn. 
Kiểu động cơ Jumo 213A làm mát bằng nước công suất 1.750 PS (1.726 mã lực, 1.287 kW) có thể sản sinh một công suất khẩn cấp 2.100 PS (2.071 mã lực, 1.545 kW) bằng cách phun MW-50 giúp cải thiện tốc độ bay lên đến 685,6 km/h ở 6.600 m (426 dặm mỗi giờ ở 21.650 feet). Cần ghi chú là dù sao tính năng bay như trên chỉ đạt được trong các điều kiện thử nghiệm. Những chiếc phiên bản D-9 đời đầu được đưa ra sử dụng mà không được trang bị MW50.
Theo tác giả Caldwell: Chiếc máy bay không có được tốc độ lượn vòng cao và tốc độ lộn vòng đầy ấn tượng như phiên bản tiền nhiệm trang bị động cơ bố trí hình tròn. Dù sao nó cũng nhanh hơn một chút, với tốc độ tối đa lên đến 680 km/h (422 mph) ở độ cao 6.600 m (21.650 ft). Công suất động cơ 2.240 mã lực với hệ thống phun nước-methanol (MW 50) cho nó một gia tốc xuất sắc trong các tình huống chiến đấu. Nó cũng lên cao và bổ nhào nhanh hơn phiên bản Fw 190A, nên đã chứng tỏ phù hợp cho chiến thuật phục kích bổ nhào rồi phóng được các phi công của Schlageter ưa chuộng. Nhiều chiếc đời đầu không được trang bị thùng chứa methanol, vốn rất thiếu hụt trong mọi tình huống. Ở tầm thấp, tốc độ tối đa và gia tốc của những kiểu mẫu này đều thấp hơn so với những chiếc máy bay tiêm kích Đồng Minh. Hans Hartigs nhớ lại rằng trong lô máy bay Dora-9 mà Không Đoàn I nhận được chỉ có một chiếc được trang bị bộ phun nước-methanol, và số còn lại chỉ đạt được tốc độ tối đa 590 km/h (360 mph).
Vào lúc đó người ta kỳ vọng là phiên bản D sẽ thay thế ngay lập tức cho phiên bản A trên các dây chuyền lắp ráp, nên phiên bản đầu tiên được gọi là Fw 190 D-9, như một sự tiếp nối cho biến thể A-8 đang được sản xuất. Những vấn đề trong việc cung cấp loại động cơ Jumo 213 buộc phải giữ lại sản xuất phiên bản A lâu hơn so với kế hoạch, làm cho việc đặt tên như thế trở nên vô dụng.
Do có nhiều nỗ lực nhằm tạo ra một thế hệ Fw 190 mới hiệu quả, cũng như những nhận xét của một số phi công của Không quân Đức, triển vọng của dự án Dora khá thấp. Thêm vào đó còn là việc Tank xác nhận rõ ràng dự tính của ông rằng D-9 chỉ là giải pháp tạm thời cho đến khi Ta 152 có mặt. Những quan điểm tiêu cực này tồn tại một thời gian cho đến khi có những phản hồi tích cực từ các phi công bắt đầu đến được hãng Focke-Wulf và các cấp chỉ huy của Không quân Đức. Với đặc tính điều khiển và tính năng bay xuất sắc, rõ ràng là kiểu D-9 gần như là một đáp ứng hoàn hảo cho nhu cầu của Không quân Đức về một kiểu máy bay tiêm kích đánh chặn tầm cao tốc độ cao. Khi được lái bởi những phi công có khả năng, kiểu Fw 190D chứng tỏ là so sánh được với những chiếc P-51 và Spitfire Mk. XIV. Hầu hết phi công tham gia Thế Chiến II đều cho là chiếc D-9 và kiểu tương tự Ta 152 được xem là đỉnh cao của máy bay trang bị động cơ piston Đức.
Để gắn vừa động cơ vào khung chiếc Fw 190 mà vẫn giữ được sự cân bằng và phân phối trọng lượng thích hợp, cả phần mũi và phần đuôi máy bay đều được kéo dài, thêm tổng cộng 1,52 m vào chiều dài thân, làm cho tổng chiều dài của chiếc máy bay là 10.192 m so với 9,10 m của phiên bản A-9. Phần đuôi được kéo dài bằng cách thêm một đoạn thân, chen vào giữa cụm đuôi hoàn chỉnh và phần thân sau cùng. Việc này khiến cho thân sau chiếc máy bay trông "thon thả" hơn.
Hơn nữa, việc chuyển sang kiểu động cơ thẳng hàng đòi hỏi nhiều thành phần phải được đưa vào thiết kế, đáng kể nhất là nhu cầu gắn bộ tản nhiệt làm mát động cơ bằng dung dịch (động cơ bố trí hình tròn làm mát bằng không khí). Nhằm giúp cho việc thiết kế càng đơn giản và mang tính khí động học cao nhất có thể, Tank đã sử dụng một bộ tản nhiệt hình vòng đặt phía trước động cơ, tương tự như cấu hình sử dụng trên những chiếc máy bay trang bị động cơ Jumo như là chiếc Junkers Ju 88, tạo ra vẻ bề ngoài rằng chiếc D-9 vẫn là kiểu máy bay trang bị động cơ bố trí hình tròn. Trong khi một vài chiếc Dora đầu tiên được trang bị nóc buồng lái phẳng, chúng sau đó được thay thế bằng kiểu nóc buồng lái nắp tròn dạng "thổi" mới hơn lần đầu tiên được sử dụng trên kiểu A9. Một số chiếc Dora đời sau còn được gắn kiểu cánh ổn định và bánh lái của chiếc Ta 152, thường được các đội mặt đất và phi công Không quân Đức gọi là "đuôi lớn" như được thấy trên những chiếc W.Nr. 500647 ("Brown 4" thuộc liên đội JG26) và W.Nr. 500645 ("Black 6" thuộc liên đội JG2).
Vì chiếc máy bay được sử dụng trong vai trò chống máy bay tiêm kích, vũ khí trang bị cho phiên bản "D" nói chung nhẹ hơn so với những máy bay trước đó, thường là bỏ bớt khẩu pháo phía ngoài cánh nên vũ khí chỉ bao gồm hai súng máy MG 131 13 mm và hai khẩu pháo MG 151/20E 20 mm ở gốc cánh. Mất đi đôi chút tốc độ lộn vòng, nó gia tăng được tốc độ lượn vòng, lên cao, bổ nhào và tốc độ bay ngang. Chiếc Dora cũng có kiểu cánh tương tự như của chiếc A-8, và cũng có khả năng mang các khẩu pháo phía ngoài cánh như được thể hiện trên biến thể D-11 variant, với một bộ siêu tăng áp ba tầng và bốn khẩu pháo trên cánh (hai MG 151 và hai MK 108).
Một số chiếc Fw 190D được sử dụng như là máy bay tiêm kích bảo vệ các sân bay của Me 262, vì những chiếc máy bay tiêm kích phản lực rất mong manh khi cất và hạ cánh. Các đơn vị này được gọi là Platzsicherungstaffel (phi đội phòng thủ sân bay). Một đơn vị đặc biệt như vậy do Trung úy Heinz Sachsenberg thành lập dưới sự chỉ thị của Adolf Galland, có toàn bộ phần bên dưới của chiếc máy bay được sơn đỏ với các sọc trắng. Kiểu sơn độc đáo này giúp cho các đơn vị pháo phòng không bảo vệ sân bay có thể nhanh chóng nhận diện máy bay phe bạn, và có thể đã dựa trên kiểu sơn sọc "tấn công ngày D" do không lực các nước Đồng Minh sử dụng. Đơn vị này, được đặt tên là Würger-Staffel, phòng thủ sân bay JV 44, đã hoạt động vào gần cuối cuộc chiến, từ tháng 3 đến tháng 5 năm 1945, và chỉ được sử dụng để bảo vệ những chiếc Me 262 đang hạ cánh khỏi bị những chiếc máy bay Đồng Minh bắn phá.

### Fw 190 F
Trong khi hầu hết các phiên bản của chiếc Fw 190 đều có khả năng mang bom và khác vũ khí không-đối-đất khác, có hai phiên bản Fw 190 cường kích chuyên dụng. Không quân Đức đã tìm kiếm một loại máy bay thay thế cho chiếc máy bay cánh kép Henschel Hs 123 vốn đã rất lạc hậu vào năm 1942, cũng như loại máy bay Junkers Ju 87 chậm chạp và nặng nề. Tính năng bay ở tầm thấp xuất sắc và động lực cao hợp lý của chiếc Fw 190 khiến cho nó phù hợp một cách tự nhiên cho vai trò này. Hai phiên bản của chiếc Fw 190 sau đó đã được chế tạo chuyên biệt hóa cho vai trò này.
Phiên bản Fw 190 F được bắt đầu như là kiểu Fw 190 A-0/U4. Công việc thử nghiệm sớm được bắt đầu vào tháng 5 năm 1942. Khung máy bay A-0 được trang bị các đế mang bom ETC-50 ở giữa thân và trên cánh. Kết quả thử nghiệm ban đầu khá tốt, và Focke-Wulf bắt đầu vận dụng chế tạo phiên bản cường kích của chiếc the Fw 190. Vỏ giáp mới được thêm vào đáy thân máy bay để bảo vệ các thùng nhiên liệu, phi công, nắp động cơ, bộ càng đáp và các vũ khí gắn phía ngoài cánh. Cuối cùng bộ nâng cấp Umrüst-Bausatze 3 được gắn vào chiếc máy bay bao gồm đế mang bom ETC-501 hoặc ER4 giữa thân và một bom SC250 dưới mỗi cánh. Phiên bản mới của chiếc máy bay được đặt tên là Fw 190 F-1, khi 30 chiếc Fw 190 F-1 được đặt lại tên là Fw 190 A-4/U3, nhưng không lâu sau đó Focke-Wulf lắp ráp chiếc máy bay Fw 190 F-1 trên dây chuyền như là kiểu riêng của họ với thêm 18 chiếc F-1 nữa được chế tạo trước khi chuyển sang sản xuất kiểu F-2. Kiểu Fw 190 F-2 được đặt lại tên là Fw 190 A-5/U3, và cũng nhanh chóng được lắp ráp như là kiểu Fw 190 F-2 trên dây chuyền sản xuất. Đã có 270 chiếc Fw 190 F-2 được chế tạo căn cứ trên tài liệu sản xuất của Focke-Wulf và báo cáo nghiệm thu của RLM.
Kiểu Fw 190 F-3 được dựa trên biến thể Fw 190 A-5/U17, vốn được trang bị đế mang bom ETC-501 giữa thân và hai đế mang bom kép ETC-50 dưới mỗi cánh. Đã có 432 chiếc Fw 190 F-3 được chế tạo.
Do nhu cầu chế tạo một phiên bản Fw 190 F cường kích có hiệu quả đối phó được những chiếc xe tăng T-34 của Liên Xô, các biến thể từ F-4 đến F-7 bị hủy bỏ, và mọi nỗ lực được tập trung vào việc cải biến phiên bản Fw 190 A-8.
Kiểu Fw 190 F-8 khác biệt so với những chiếc A-8 với bộ phận phun trong máy nén được cải tiến cho phép gia tăng tính năng bay ở tầm thấp trong nhiều phút. Kiểu F-8 còn được trang bị thiết bị liên lạc radio FuG 16ZS cải tiến cho phép liên lạc tốt hơn với các đơn vị chiến đấu trên mặt đất. Vũ khí trang bị bao gồm hai pháo MG 151/20 20 mm trên gốc cánh và hai súng máy MG 131 trên nắp động cơ. Nhiều chiếc F-8 đã được sử dụng như là khung thử nghiệm cho các loại vũ khí chống tăng, bao gồm tên lửa đất-đối-đất WGr.28 280 mm, rocket Panzerschreck 2 88 mm, rocket Panzerblitz 1 và rocket R4M. Căn cứ vào các báo cáo nghiệm thu của RLM, có ít nhất 3.400 chiếc F-8 đã được chế tạo, và có thể thêm vài trăm chiếc nữa đã được chế tạo vào tháng 12 năm 1944 và từ tháng 2 đến tháng 5 năm 1945 (tài liệu của những tháng này bị thất lạc và có thể đã bị mất).
Có nhiều bộ nâng cấp Umrüst-Bausätze được phát triển dành cho kiểu F-8, bao gồm: 
- Bộ U1 Jabo (tiêm kích-ném bom) tầm xa, trang bị các còng V.Mtt-Schloß dưới cánh để mang hai thùng nhiên liệu phụ 300 L. Các đế mang bom ETC-503 cũng được trang bị, cho phép kiểu Fw 190 F-8/U1 mang một bom SC250 dưới mỗi cánh và hai bom SC250 giữa thân.
- Bộ U2 ném bom-ngư lôi, trang bị một đế mang bom ETC-503 dưới mỗi cánh và một đế trung tâm ETC-504. Kiểu U2 còn được trang bị hệ thống ngắm vũ khí TSA 2A giúp cải tiến khả năng tấn công các mục tiêu trên biển.
- Bộ U3 ném bom-ngư lôi hạng nặng, trang bị một đế ETC-502 cho phép mang một ngư lôi hạng nặng BT-1400. Do kích cỡ của ngư lôi phần đuôi máy bay phải được kéo dài thêm. Chiếc U3 còn được gắn động cơ BMW 801S công suất 2.000 PS (1.973 mã lực, 1.471 kW), và kiểu đuôi lấy từ chiếc Ta-152.
- Bộ U4 tiêm kích bay đêm, trang bị nắp che ống thải và nhiều hệ thống điện tử như bộ radio FuG 101 đo độ cao, hệ thống lái tự động PKS 12 và hệ thống quan sát TSA 2A. Vũ khí có thể trang bị gồm ngư lôi và bom, tuy nhiên chiếc U4 chỉ có hai khẩu pháo MG 151/20 như là vũ khí cố định.

Kiểu Fw 190 F-9 được dựa trên chiếc Fw 190 A-9 nhưng với kiểu đuôi mới của chiếc Ta-152, một nóc buồng lái dạng bầu từng trang bị cho những chiếc A-9 đời cuối, và bốn đế mang bom ETC-50 hay ETC-70 dưới cánh. Căn cứ vào các báo cáo nghiệm thu của RLM, có 147 chiếc F-9 được chế tạo trong tháng 1 năm 1945, và có thể thêm vài trăm chiếc nữa đã được chế tạo từ tháng 2 đến tháng 5 năm 1945 (tài liệu của những tháng này bị thất lạc và có thể đã bị mất).

### Fw 190 G
Kiểu Fw 190 G được chế tạo như một máy bay cường kích tầm xa (tiếng Đức: Jabo-Rei, hay Jagdbomber mit vergrösserter Reichweite). Tiếp theo sau sự thành công của kiểu Fw 190 F như một Schlachtflugzeug (máy bay hỗ trợ gần mặt đất), cả Không quân Đức lẫn Focke-Wulf bắt đầu khảo sát những phương thức nhằm tăng tầm hoạt động của chiếc Fw 190 F. Từ những nhu cầu đó và qua thử nghiệm, kiểu Fw 190 G được hình thành.
Chiếc Fw 190 G có bốn biến thể khác biệt:
Fw 190 G-1: Những chiếc Fw 190G được dựa trên kiểu Fw 190 A-4/U8 Jabo-Rei. Các thử nghiệm ban đầu cho thấy nếu loại bỏ tất cả các vũ khí ngoại trừ hai khẩu pháo MG 151 ở gốc cánh (với lượng đạn giảm bớt), chiếc Fw 190 G-1, như được gọi lúc này, có thể mang một bom 250 kg hay 500 kg giữa thân và cho đến một bom 250 kg dưới mỗi cánh thông qua đế ETC 250. Thường thì chiếc G-1 bay với các thùng nhiên liệu phụ dưới cánh nhờ đế VTr-Ju 87. Thiết bị nhận biết bạn/thù (IFF: identification friend/foe) FuG 25a thỉnh thoảng cũng được trang bị cũng như là nhiều kiểu thiết bị định vị vô tuyến có được vào thời đó. Với việc loại bỏ các khẩu súng máy MG 17 gắn trên thân, thêm một thùng dầu phụ được bổ sung để hỗ trợ tầm bay xa hơn cho loại động cơ BMW 801 D-2.
Fw 190 G-2: Chiếc G-2 được dựa trên kiểu máy bay Fw 190A-5/U8. Chiếc G-2 được trang bị tương tự như kiểu G-1, tuy nhiên do các điều kiện chiến tranh, các đế mang thùng nhiên liệu phụ dưới cánh được thay thế bằng các khớp nối V.Mtt-Schloß đơn giản hơn nhiều, cho phép có được một số cấu hình mang dưới cánh khác nhau. Một số chiếc G-2 còn được trang bị thùng dầu phụ thay chỗ các khẩu súng máy MG 17, tuy nhiên không phải mọi máy bay đều được trang bị thùng dầu phụ. Một số chiếc G-2 được trang bị nắp che ống xả và đèn hạ cánh ở mép trước cánh trái cho các hoạt động ban đêm.
Fw 190 G-3: Chiếc G-3 được dựa trên kiểu Fw 190 A-6. Giống như những chiếc kiểu G đời đầu, tất cả các vũ khí ngoại trừ hai khẩu pháo MG 151 ở gốc cánh được loại bỏ. Kiểu đế mang bom mới V.Fw. Trg cho phéo chiếc G-3 mang đồng thời bom và thùng nhiên liệu phụ. Vì tầm bay xa được cải thiện nhờ có thêm hai thùng nhiên liệu phụ, chiếc G-3 có thể bay lâu đến 2 giờ 30 phút. Do thời gian bay trên không được kéo dài, một bộ lái tự động PKS 11 cũng được trang bị. Một số chiếc G-3 được chế tạo vào cuối năm 1943 cũng được trang bị loại động cơ 801 D-2 cải biến cho phép tăng cường tính năng bay ở tầm thấp trong một thời gian ngắn. Kiểu G-3 có hai bộ nâng cấp Rüstsätze căn bản. Bộ R1 thay thế các đế V.Fw. Trg bằng các cụm pháo WB 151/20, cho phép kiểu G-3/R1 có tổng cộng 6 khẩu pháo 20 mm. Khi được gắn bộ nâng cấp R1, bộ giáp bổ sung cho kiểu G thường không được sử dụng, và bộ lái tự động PKS11 cũng được tháo bỏ. Kiểu G-3/R1 được sử dụng trong cả vai trò bắn phá mặt đất và chống máy bay ném bom. Bộ R5 cũng tương tự như bộ R1, nhưng các đế V.Fw. Trg được tháo bỏ, và hai đế ETC 50 trên mỗi cánh được bổ sung. Cũng như với kiểu G3/R1, bộ giáp bổ sung cho kiểu G thường cũng được tháo bỏ, cũng như là bình dầu bổ sung. Trong một số trường hợp, các khẩu súng máy trên cánh được gắn lại.
Fw 190 G-8: Chiếc G-8 được dựa trên kiểu Fw 190A-8. Chiếc G-8 sử dụng cùng kiểu nóc buồng lái dạng "bọt nước" của phiên bản F-8, và được trang bị các đế ETC 503 dưới cánh có thể mang cả bom hoặc thùng nhiên liệu phụ vứt được. Hai bộ nâng cấp căn bản Rüstsätze cũng được thấy trên những chiếc F-8. Bộ R4, được dự trù để trang bị lại cho hệ thống tăng lực động cơ GM1, nhưng chưa bao giờ được đưa vào sản xuất, và bộ R5 thay thế các đế ETC 503 bằng hai đế ETC 50 hoặc ETC 71. Do sự tương đồng với kiểu F-8, kiểu G-8 chỉ được sản xuất trong một thời gian ngắn.
Một số chiếc phiên bản G còn được cải biến để mang được bom 1.000 kg, 1.600 kg và 1.800 kg. Khi đó bộ càng đáp được cải biến đôi chút bằng cách sửa đổi trục nhún và sử dụng các bánh đáp được gia cố thêm.
Có khoảng 800 chiếc Fw 190G thuộc mọi biến thể được chế tạo. Do hoàn cảnh chiến tranh, môi trường sản xuất và việc sử dụng các xưởng đặc biệt trong những năm sau của cuộc chiến, số lượng chính xác máy bay kiểu G được chế tạo không thể nào xác định được. Trong những năm cuối của chiến tranh, việc sử dụng máy bay "tổng hợp", ví dụ như cánh của một máy bay bị hỏng thân cùng thân máy bay của một chiếc bị hỏng cánh thường được lắp ráp lại dưới tên gọi Fw 190G với một số hiệu mới. Chiếc Fw 190G-1 đang được trưng bày tại Bảo tàng quốc gia Hàng không và Không gian là một trong những chiếc máy bay "tổng hợp" được chế tạo từ thân của một chiếc Fw 190A-7.

### Các phiên bản huấn luyện

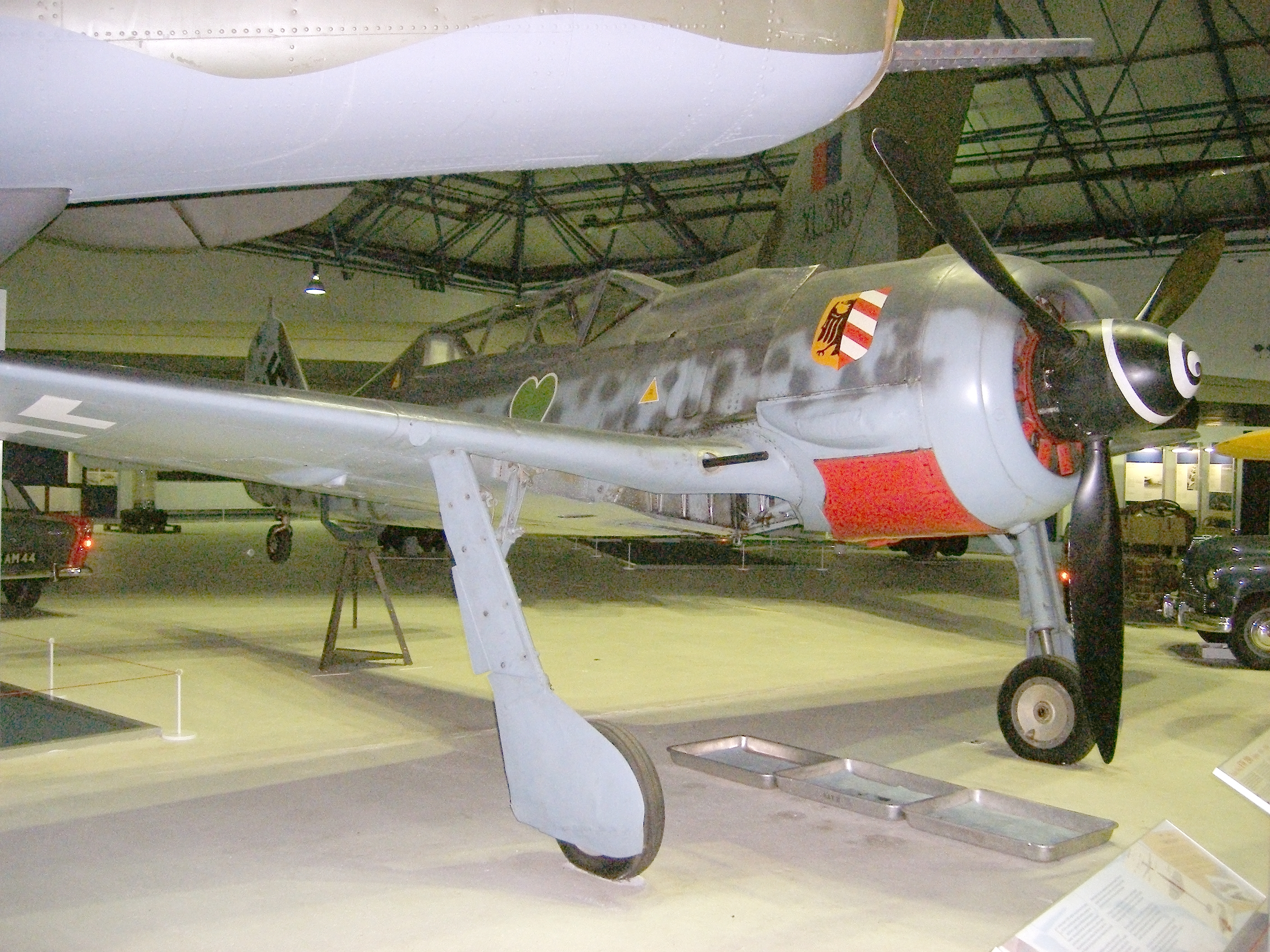
Chiếc Fw 190F-8/U1 (được phục chế như một chiếc S-8), số hiệu Wk Nr 584219 "Black 30" được trưng bày tại Bảo tàng Không quân Hoàng gia Anh Hendon. Chiếc máy bay này được bố trí vào đơn vị Jagdfliegerschule 103.

Khi Không quân Đức loại bỏ dần những máy bay cũ như chiếc Ju 87, và thay thế chúng bằng kiểu FW 190, nhiều phi công cần được huấn luyện bay để làm cho việc chuyển loại càng nhanh chóng và thuận lợi càng tốt. Đó là lý do ra đời phiên bản huấn luyện Schulflugzeug (máy bay trường) của chiếc Fw 190. Nhiều chiếc Fw 190 A-5 cũ, và sau đó vào năm 1944, những chiếc A-8 được cải biến bằng cách thay thế thùng nhiên liệu MW50 với một buồng lái thứ hai. Nóc buồng lái được cải biến, thay thế bằng loại cấu trúc gồm ba phần và mở ra một bên tương tự như của chiếc Bf 109. Phần đuôi của thân máy bay được đóng lại bằng kim loại tấm. Ban đầu được đặt tên là Fw 190A8-U1, chúng sau đó được đặt lại tên là Fw 190 S-5 và S-8. Người ta ước lượng có khoảng 58 chiếc kiểu Fw 190 S-5 và S-8 được cải biến hay chế tạo.

### Giai đoạn kết thúc chiến tranh
Sau phiên bản "D," các biến thể sau đó của chiếc Fw 190 được đặt tên là "Ta", theo tên của nhà thiết kế Kurt Tank, khi RLM thay đổi cách đặt tên để thể hiện nhà thiết kế chính thay vì công ty mà ông ta đại diện. Đây là một trường hợp tôn vinh hiếm hoi duy nhất, và Tank là kỹ sư đầu tiên có được vinh dự này. Chiếc máy bay được phát triển thành các kiểu khác biệt khá nhiều so với những kiểu Fw 190 trước đó. Thiết kế có triển vọng nhất là kiểu Ta 152H, sử dụng động cơ Jumo 213E làm mát bằng chất lỏng và có diện tích bề mặt cánh lớn hơn nhiều nhằm có tính năng bay tốt hơn ở tầm cao để tấn công những chiếc B-29 được dự đoán sẽ xuất hiện. Nó có tốc độ tối đa trên 700 km/h (435 mph) và trần bay vào khoảng 15.000 m (49.200 ft). Trang bị một khẩu pháo 30 mm và hai súng máy MG 151/20E, nó xem ra rất có triển vọng, nhưng những vấn đề trong sản xuất, thiếu hụt nguyên vật liệu và sự đổ vỡ cho đến cuối cuộc chiến đưa đến kết quả là có rất ít chiếc Ta 152 thuộc mọi phiên bản được chế tạo (tổng cộng không quá 150 chiếc). Còn có những nỗ lực chế tạo một kiểu nguyên mẫu khác, chiếc Ta 152C hoạt động ở tầm thấp trang bị động cơ DB 603 và năm khẩu pháo, có một kiểu cánh ngắn hơn đáng kể. Tuy nhiên khi những ngày cuối cùng của chiến tranh đã gần kề, việc cấu trúc vội vã chiếc Ta 152H cùng động cơ của nó là những thất bại và việc thiếu hụt phụ tùng ảnh hưởng trầm trọng đến kiểu máy bay đến mức mọi chiếc kiểu H đều phải nằm trên mặt đất, chỉ để lại hai chiếc kiểu C còn bay được khi chiến tranh kết thúc.
Những chiếc Fw 190A còn được sử dụng để phóng và điều khiển các quả bom dẫn đường không người lái Mistel trong những ngày cuối cùng ở mặt trận phía Tây của Thế Chiến II. Hầu hết các quả Mistel sử dụng trong chiến đấu được phóng ra từ máy bay mẹ Fw 190.

## Lịch sử hoạt động

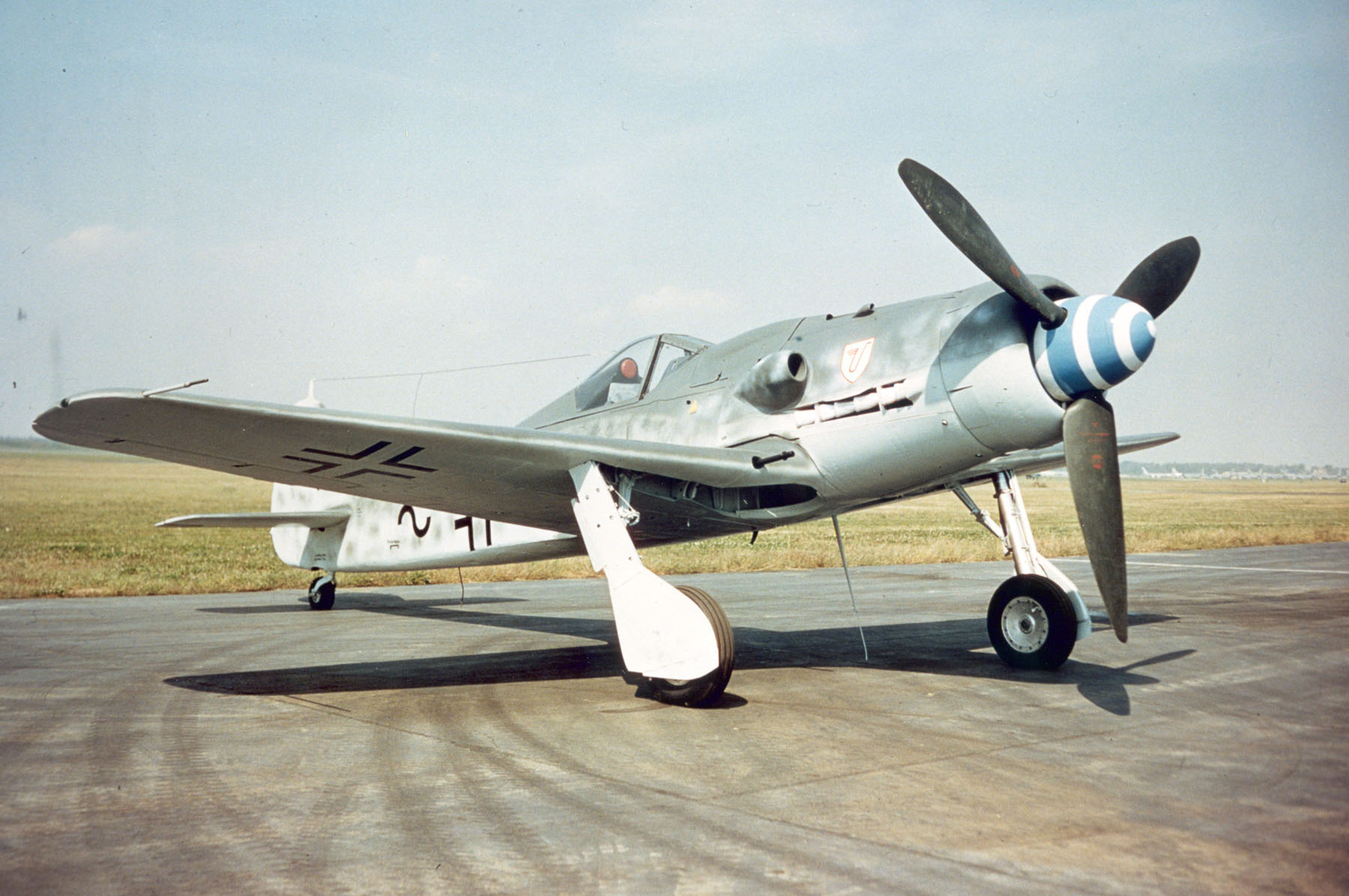
Chiếc Fw 190D-9 Langnasen-Dora

Trong những tháng đầu tiên mà chiếc Fw 190 được đưa ra hoạt động, phe Đồng Minh, vốn hoàn toàn không biết gì về chiếc máy bay tiêm kích mới, đã cho rằng các báo cáo của phi công về một "kiểu máy bay tiêm kích động cơ bố trí hình tròn mới" là những chiếc Curtiss P-36 Mohawk chiếm được của Pháp. Chiếc máy bay tiêm kích mới vượt trội hơn chiếc Spitfire Mk. V vốn đang hoạt động cùng Không quân Hoàng gia Anh trong mọi chỉ số ngoại trừ bán kính lượn vòng. Do số lượng máy bay tiêm kích Đồng Minh bị tổn thất ngày càng tăng cao và ưu thế trên không tại chỗ bên trên Eo biển Anh Quốc chuyển sang phía Không quân Đức, phe Đồng Minh đã dự định tổ chức một kế hoạch tấn công biệt kích vào một sân bay Đức nhằm bắt cóc một chiếc Fw 190 để đánh giá. Tuy nhiên, người Anh đã sở hữu được một chiếc Fw 190 A-3 nguyên vẹn vào tháng 6 năm 1942, khi Trung úy phi công Armin Faber thuộc Không đoàn 2 Đức đã hạ cánh xuống một sân bay Anh do nhầm lẫn. Tận dụng cơ hội này, Không quân Hoàng gia Anh nhanh chóng nghiên cứu chiếc máy bay để tìm ra các yếu tố thiết kế mới lạ. Đặc biệt, hệ thống làm mát và phương cách gắn động cơ bố trí hình tròn của chiếc Fw 190 đã có ảnh hưởng trực tiếp lên kiểu máy bay Hawker Siddeley Tempest II. Người Anh đã xác định được chiếc Fw 190 có tính năng bay vượt trội, trên đa số các mặt, so với chiếc máy bay tiêm kích hàng đầu Spitfire Mk V. Trên khía cạnh hỏa lực trang bị, tốc độ lộn vòng và tốc độ bay ngang ở độ cao thấp, chiếc Fw 190 tốt hơn đáng kể, một khám phá đã khiến người ta phải vội vã phát triển phiên bản Spitfire Mark IX trang bị kiểu động cơ mới Merlin 61 có siêu tăng áp hai tầng.
Những chiếc Fw 190 đã tham chiến với số lượng lớn lần đầu tiên vào ngày 19 tháng 8 năm 1942, trong Trận tấn công Dieppe (Chiến dịch Jubilee). Các Không đoàn Tiêm kích (Jagdgeschwaders) JG 2 và JG 26 Đức không lâu trước đó đã được chuyển đổi từ những Bf 109 chiếc sang kiểu máy bay mới, đã đưa ra hoạt động 115 chiếc máy bay tiêm kích trong ngày hôm đó, bao gồm một số nhỏ những chiếc Bf 109 phiên bản G. Không quân Hoàng gia Anh đưa ra hoạt động trên 300 máy bay tiêm kích, đa số là những chiếc Spitfire Mk. V, và chỉ với sáu phi đội Spitfire Mk. IX, và cũng có một số chiếc Hawker Typhoon kiểu mới. Thêm vào đó, cũng có nhiều phi đội Hawker Hurricane và P-51 Mustang của Không quân Hoàng gia thực hiện các nhiệm vụ tiêm kích-ném bom và trinh sát. Trong quá trình tác chiến, hai Jagdgeschwader bị thiệt hại 25 chiếc Fw 190 do mọi nguyên nhân bao gồm các tai nạn, nhưng đổi lại họ báo cáo đã bắn rơi được 106 máy bay Đồng Minh. Bị buộc phải chiến đấu bên trên bầu trời vùng đất bị chiếm đóng, Không quân Hoàng gia bị tổn thất 81 phi công và nhân viên phi hành bị giết hay bị bắt làm tù binh, trong khi Không quân Đức chỉ có 14 phi công bị giết.  Lưu trữ ngày 12 tháng 12 năm 2007 tại Wayback Machine Trong trận chiến này, những chiếc Fw 190 cũng được sử dụng hiệu quả chống lại những tàu bè Đồng Minh như là những chiếc máy bay cường kích.
Trên Mặt trận phía Đông chiếc Fw 190 được đưa vào hoạt động trước tiên cùng Không đoàn Tiêm kích 54 vào năm 1942. Kiểu Fw 190 không thể chiếm lĩnh được theo cách mà chúng từng thực hiện được tại phía Tây, chủ yếu là do "không đúng chỗ đúng lúc". Từ năm 1943, chiến thuật và ưu thế về số lượng thường nghiêng về phía Xô Viết, trong khi Không quân Đức mất đi nhiều phi công giỏi nhất của họ trong những năm 1941-1942 và đang trong thế phòng ngự chiến lược. Các đơn vị Fw 190 chịu đựng áp lực ngày càng tăng của số đông những chiếc máy bay tiêm kích Xô Viết kiểu Lavochkin La-5, Yakovlev Yak-9 và sau đó là Lavochkin La-7 và Yakovlev Yak-3. Các liên đội Fw 190 gắn bó với chiến thuật đánh rồi chạy từng được chứng minh là có hiệu quả, né tránh mỗi khi có thể việc đối đầu trực tiếp hay lâm vào hoàn cảnh không có ưu thế về số lượng. Các chiến thuật này cũng được các phi công lái Bf 109 sử dụng, cho dù chiếc "the lean" (tên lóng phía Xô Viết đặt cho loạt máy bay Bf 109) được các phi công Xô Viết cho là một đối thủ nhanh nhẹn và có uy lực hơn so với kiểu Fw 190, vốn được xem là "nặng nề và chậm chạp".
Quy luật chung của các phi công Xô Viết trong những năm sau của cuộc chiến là tận dụng ưu thế về khả năng lượn vòng, gia tốc và tốc độ lên cao vượt trội hơn để buộc đối phương sa vào sự cơ động ngang hay dọc. Tương tự như vậy, những chiếc La-5FN sẵn sàng chấp nhận thử thách như là những chiếc máy bay tiêm kích "năng lượng hay khép góc" chống lại mọi chiếc Fw 190A, và như những chiếc máy bay tiêm kích "khép góc" chống lại những chiếc Fw 190 D, vốn được các phi công Xô Viết cho là một kiểu máy bay tiêm kích "cháy được" như những kiểu khác mà lại dễ bắn trúng hơn."
Vào năm 1943, 1943, chiếc Fw 190 được trang bị cho các đơn vị chuyên biệt Jabo Staffeln của cả JG 2 và JG 26, thực hiện những cuộc tấn công ném bom ban đêm vào bờ biển phía Nam của nước Anh. Các thành công ban đầu nhanh chóng trở thành những thiệt hại ngày càng lớn và kết quả ném bom thất vọng do các cuộc ném bom bị phản công bởi khả năng hoạt động của những chiếc Hawker Typhoon ở tầm thấp. Các phiên bản tiêm kích-ném bom và tấn công mặt đất được đưa vào sử dụng với số lượng ngày càng gia tăng tại Mặt trận phía Đông trong suốt năm 1943, nhằm thay thế kiểu máy bay cường kích Junkers Ju 87 đã lạc hậu.
Do cường độ những cuộc ném bom ban ngày của Không lực Mỹ ngày càng gia tăng trong suốt năm 1943, chiếc Fw 190 trở thành máy bay tiêm kích "tiêu diệt máy bay ném bom" với vỏ giáp và vũ khí càng được tăng cường hơn nữa. Tính năng bay của kiểu máy bay này ở độ cao trên 20.000 ft suy giảm đáng kể, làm cho chiếc Fw 190 trở nên những mục tiêu càng mong manh hơn đối với những chiếc máy bay tiêm kích hộ tống của Đồng Minh.

## Các nước sử dụng
Pháp

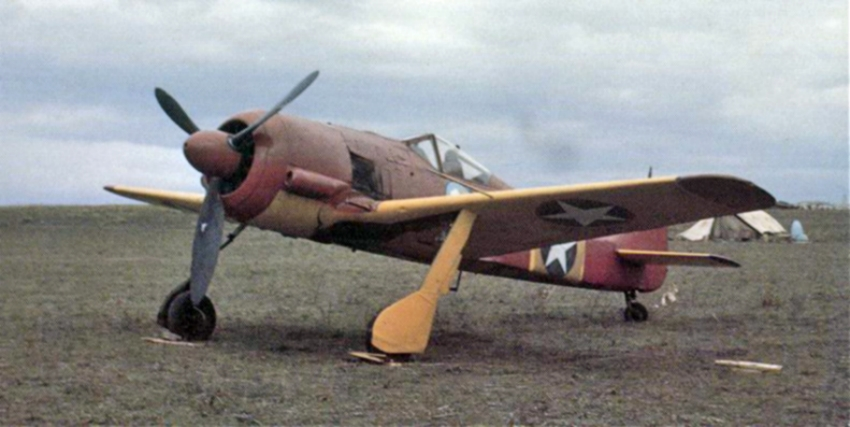
Fw 190 thu được tại căn cứ của Mỹ ở châu Âu

- Sau chiến tranh Không quân Pháp đặt mua từ hãng SNCA 64 mẫu máy bay Fw 190 A-5/A-6 dưới tên gọi NC 900. Những chiếc máy bay này được đưa ra hoạt động trong một giai đoạn ngắn và bị rút khỏi phục vụ do những vấn đề liên quan đến kiểu động cơ BMW-801.

 Germany
- Không quân Đức

 Hungary
- Không quân Hoàng gia Hungary nhận được 72 chiếc Fw 190 F-8 nhằm mục đích huấn luyện và phòng thủ.

 Nhật Bản
- Không lực Lục quân Đế quốc Nhật Bản nhận được hai chiếc Fw 190 A-5/A-8 để đánh giá.

 Romania
- Không quân Hoàng gia Romania nhận được một số chiếc Fw 190 A-8 để sử dụng vào mục đích phòng thủ tại các vùng dân cư.

 Thổ Nhĩ Kỳ
- Không quân Thổ Nhĩ Kỳ, bắt đầu từ giữa năm 1942, nhận được từ phía Đức 72 chiếc phiên bản Fw 190 A-3a (kiểu để xuất khẩu của phiên bản A-3, chữ a cuối tượng trưng cho ausländisch: nước ngoài) để hiện đại hóa lực lượng không quân của họ. Những chiếc máy bay này về căn bản là những chiếc Fw 190 A-3 trang bị động cơ BMW 801 D-2, thiết bị radio FuG VIIa, và vũ khí bao gồm bốn khẩu súng máy MG 17 với khả năng có thể gắn thêm hai khẩu pháo MG FF/M phía ngoài cánh. Việc giao hàng được thực hiện từ tháng 10 năm 1942 đến tháng 3 năm 1943. Những chiếc Fw 190 được giữ lại phục vụ cho đến những năm 1948 - 1949.

## Đặc điểm kỹ thuật (Fw 190A-8)

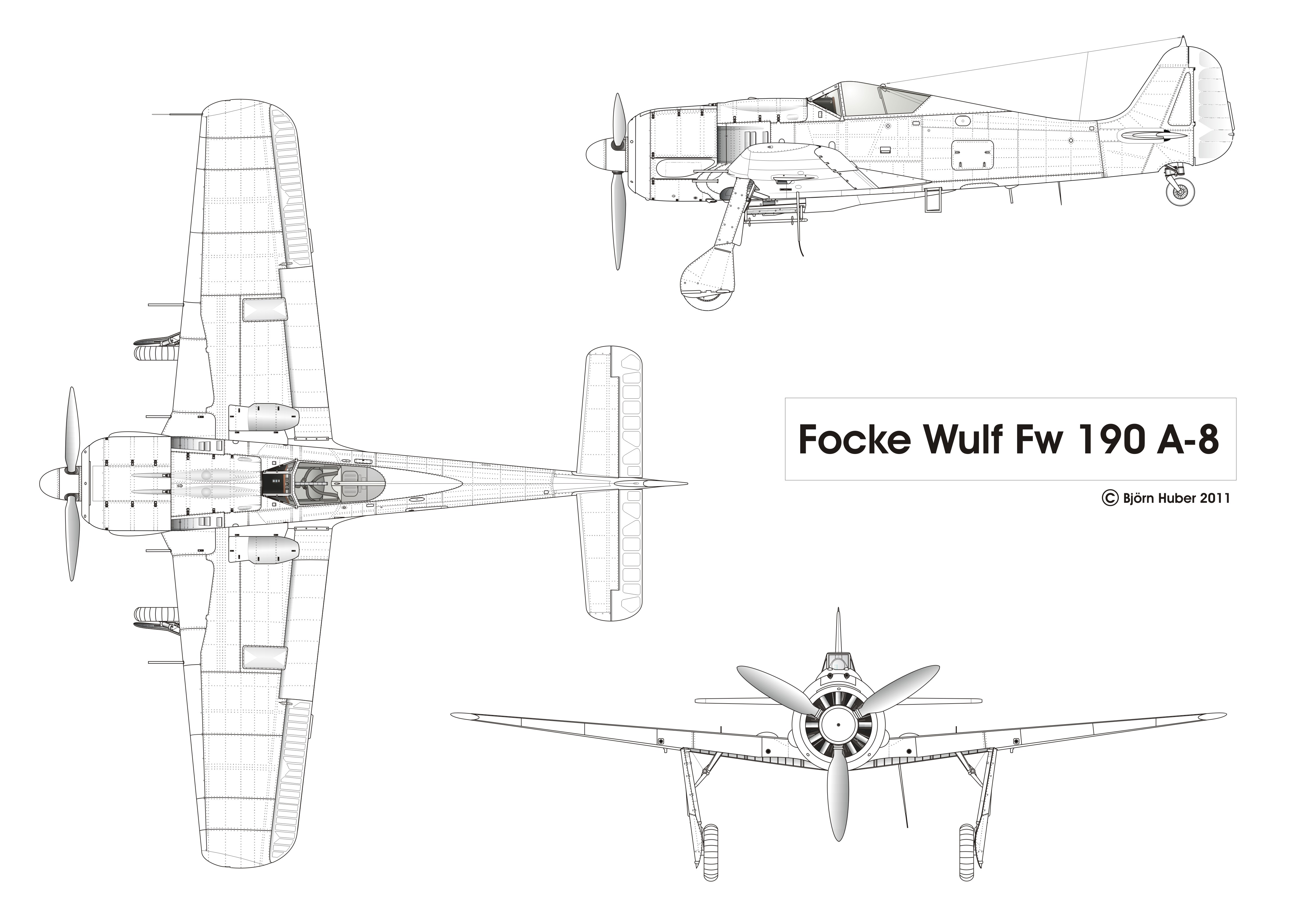
Fw 190A-8

Tham khảo: Fw 190 A8 Lưu trữ ngày 4 tháng 12 năm 2008 tại Wayback Machine

### Đặc tính chung
- Đội bay: 01 người
- Chiều dài: 9,00 m (29 ft 0 in)
- Sải cánh: 10,51 m (34 ft 5 in)
- Chiều cao: 3,95 m (12 ft 12 in)
- Diện tích bề mặt cánh: 18,30 m² (196,99 ft²)
- Lực nâng của cánh: 241 kg/m² (49,4 lb/ft²)
- Trọng lượng không tải: 3.200 kg (7.060 lb)
- Trọng lượng có tải: 4.417 kg (9.735 lb)
- Trọng lượng cất cánh tối đa: 4.900 kg (10.800 lb)
- Động cơ: 1 x động cơ piston hình tròn BMW 801D-2 làm mát bằng không khí, công suất 1.730 mã lực (1.272 kW); 2.000 mã lực (1.471 kW với tăng áp)

### Đặc tính bay
- Tốc độ lớn nhất: 656 km/h (383 mph) ở 4.800 m (19.420 ft); 685 km/h (408 mph) với tăng áp; cho đến 750 km/h khi bổ nhào
- Tầm bay tối đa: 800 km (500 mi)
- Trần bay: 11.410 m (37.430 ft)
- Tốc độ lên cao: 13 m/s (2.560 ft/min)
- Tỉ lệ công suất/khối lượng: 0,29 - 0,33 kW/kg (0,18 - 0,21 hp/lb)

### Vũ khí
- 2 x súng máy MG 131 13 mm, 475 viên đạn mỗi khẩu
- 4 x pháo MG151/20E 20 mm, 250 viên đạn mỗi khẩu ở gốc cánh và 140 viên đạn mỗi khẩu ở ngoài cánh

## Đặc điểm kỹ thuật (Fw 190D-9)

### Đặc tính chung
- Đội bay: 01 người
- Chiều dài: 10,20 m (33 ft 6 in)
- Sải cánh: 10,50 m (34 ft 5 in)
- Chiều cao: 3,35 m (11 ft 0 in)
- Diện tích bề mặt cánh: 18,30 m² (196,99 ft²)
- Lực nâng của cánh: 238 kg/m² (48,7 lb/ft²)
- Trọng lượng không tải: 3.490 kg (7.694 lb)
- Trọng lượng có tải: 4.350 kg (9.590 lb)
- Trọng lượng cất cánh tối đa: 4.840 kg (10.670 lb)
- Tải trọng vũ khí: 2.300 kg (5.000 lb)
- Động cơ: 1 x động cơ Junkers Jumo 213A-1 12 xy lanh bố trí chữ V ngược, công suất 1.750 mã lực (1.287 kW); công suất 2.100 mã lực (1.544 kW) với tăng áp

### Đặc tính bay
- Tốc độ lớn nhất: 685 km/h (426 mph) ở độ cao 6.600 m (21.655 ft); 710 km/h (440 mph) ở độ cao 11.300 m (37.000 ft)
- Tầm bay tối đa: 835 km (519 mi)
- Trần bay: 12.000 m (39.370 ft)
- Tốc độ lên cao: 17 m/s (3.300 ft/min)
- Tỉ lệ công suất/khối lượng: 0,30 - 0,35 kW/kg (0,18 - 0,21 hp/lb)

### Vũ khí
- 2 x súng máy MG 131 13 mm
- 2 x pháo MG 151 20 mm
- 1 × bom 500 kg (1.102 lb)

## Nội dung liên quan

### Máy bay liên quan
- Focke-Wulf Ta 152

### Máy bay tương tự
- Kawasaki Ki-100
- Lavochkin La-5
- Lavochkin La-7
- Nakajima Ki-84
- North American P-51 Mustang
- Polikarpov I-185
- Republic P-47 Thunderbolt
- Supermarine Spitfire
- Vought F4U Corsair

### Trình tự thiết kế
Fw 186/Ju 186 - Fw 187/Ju 187 - Ju 188 - Fw 189 - Fw 190 - Fw 191 - Ao 192 - FS 193 - DFS 194

### Danh sách liên quan
- Danh sách máy bay trong Chiến tranh Thế giới II
- Danh sách máy bay tiêm kích
- Danh sách máy bay chiến đấu
- Danh sách máy bay quân sự Đức Quốc